# پیست اسپا-فرانکورشان
پیست اسپا-فرانکورشان (فرانسوی: Circuit de Spa-Francorchamps‎) یک پیست ورزش‌های موتوری در ستوولو، بلژیک است.
این پیست، که با نام اسپا نیز شناخته می‌شود، محل دائمی برگزاری گراند پری بلژیک، مسابقه ۲۴ ساعته اسپا، و مسابقه استقامتی ۶ ساعته اسپا است. پیست اسپا به توجه به طبیعت پرپیچ‌وخم، سریع و کوهستانی خود، یکی از چالش‌برانگیزترین میدان‌های مسابقه در سطح جهان بوده و همچنین پیست مورد علاقهٔ بسیاری از رانندگان و طرفداران مسابقات اتومبیل‌رانی است.
موقعیت جغرافیایی این پیست، برخلاف نام آن، در اسپا نیست، بلکه در مجاورت شهر فرانکورشان و در محدودهٔ شهرداری ستوولو واقع شده‌است، و بخشی از آن نیز در محدودهٔ شهرداری ملمودی قرار دارد.

## تاریخچه

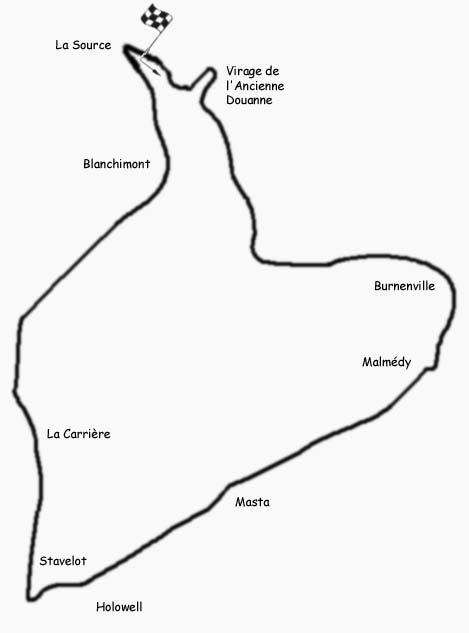
پیکربندی ابتدایی پیست به‌طول ۱۵ کیلومتر

پیست اولیهٔ اسپا، که در سال ۱۹۲۰ توسط ژول د تیر و هنری لانگلویس فون اوپم طراحی شد، از جاده‌های عمومی میان شهرهای فرانکورشان، ملمودی و ستوولو استفاده می‌کرد. این پیست برای میزبانی مسابقهٔ گشایشی خود در اوت ۱۹۲۱ در نظر گرفته‌شده‌بود، اما بدلیل حضور تنها یک شرکت‌کننده، این مسابقه لغو شد. اولین مسابقه‌ای که در این پیست برگزار شد، یک مسابقهٔ موتورسواری در سال ۱۹۲۲ بود، و پس از آن مسابقهٔ شناخته‌شدهٔ ۲۴ ساعته اسپا نیز اولین بار در سال ۱۹۲۴ در این پیست برگزار شد. پیست اسپا در سال ۱۹۲۵ برای نخستین بار میزبان مسابقات موتوری جایزه بزرگ شد که آنتونیو اسکاری قهرمان آن شد.
این پیست در ابتدا شامل پیچ‌های سریع و تغییرات قابل توجه در ارتفاع بود، و تنها سه پیچ کند در آن وجود داشت: «لا سورس»، «لانشنه دوانه» و «ستوولو»، که از میان آن‌ها تنها پیچ لا سورس در پیکربندی کنونی باقی مانده‌است. در سال ۱۹۳۹ جهت بالاتر بردن میانگین سرعت در پیست اسپا، پیچ لانشنه دوانه از پیکربندی حذف شد و جای خود را به پیچ به راست جدیدی با نام «رِیدیلن» داد. پیچ ریدیلن امروزه به اشتباه «او روژ» نامیده می‌شود؛ در حالی که پیچ او روژ یک پیچ کوتاه است که پیش از ریدیلن قرار گرفته و جهت آن به‌سمت چپ است. پس از این دو پیچ، که یکی از مشهورترین پیچ‌ها در میان پیست‌های اتومبیل‌رانی جهان هستند، مسیر مستقیمی در ارتفاع بالا قرار دارد که نام آن «کِمِل» است.
در زمان جنگ جهانی دوم، هیچ مسابقه‌ای در پیست اسپا برگزار نشد. در سال ۱۹۴۷، و پس از تعمیر خرابی‌های به‌بار آمده بر اثر جنگ جهانی، پیست اسپا میزبان اولین مسابقهٔ پس از جنگ خود شد. در آن سال پیکربندی پیست دستخوش تغییراتی شد؛ پیچ ستوولو با پیج جدید و سریعی جایگزین شد و روند افزایش میانگین سرعت پیست با این تغییرات ادامه یافت. چیکان ملمودی عمدتاً در دوران پیش از جنگ جهانی دوم مورد استفاده قرار گرفت، و پس از جنگ برای افزایش سرعت پیست، از پیکربندی پیست حذف شد. در پایان دههٔ ۱۹۶۰ بحث ایمنی در مسابقات به‌طور جدی‌تری مطرح شد و با توجه به این موضوع، و انتقادهایی که متوجه سطح ایمنی اسپا بود، پیچ ملمودی دوباره در مسابقات کلاس‌های مهم در سال ۱۹۷۰ مورد استفاده قرار گرفت.
برگزارکنندگان مسابقهٔ ۱۰۰۰ کیلومتری اسپا در سال ۱۹۷۵ برای کاهش خطری که در پیچ سریع «ماستا کینک» رانندگان را تهدید می‌کرد، تصمیم به ساخت یک چیکان جدید گرفتند، اما پس از آزمایش این چیکان دریافتند که خطر آن از پیچ سریع قبلی بیشتر است و آن را از پیکربندی پیست حذف کردند. امروزه این چیکان تنها به‌عنوان پارکینگ در جادهٔ عمومی کاربرد دارد.
در سال ۱۹۷۹، و پس از تغییراتی که برای افزایش ایمنی، و متعاقباً بازگشت مسابقهٔ گراند پری بلژیک به این پیست در پیکربندی آن اعمال شد، همچنان جای بهبود بیشتر برای این پیکربندی احساس می‌شد. در سال ۱۹۸۱ جهت کاهش شرعت خودروهای پیش از پیچ قدیمی «کلاب‌هاوس»، چیکان جدیدی احداث شد که بلافاصله نام «ایستگاه اتوبوس» برای آن انتخاب شد.
در سال ۱۹۹۴ و پس از تصادف الکس زاناردی در پیچ ریدیلن در مرحلهٔ تمرینی گراند پری سال ۱۹۹۳، یک چیکان جدید در پیچ او روژ ساخته‌شد، اما سال بعد این چیکان نیز با یک منطقهٔ فرار جدید جایگزین شد.
از سال ۲۰۰۰ میلادی مسیر ورود و خروج جدیدی برای مسیر پیت رونمایی شد و پیکربندی جدید از حالت پیست جاده‌ای خارج شد و به یک میدان مسابقهٔ دائمی تبدیل شد و جاده‌ای به‌منظور دسترسی عمومی در اطراف این پیست احداث شد و نام «روت دو سرکیوت» به معنی «مسیر پیست» برای آن برگزیده‌شد. در اواسط و اواخر دههٔ ۲۰۰۰ تغییرات عمده‌ای با بودجهٔ دولتی در مجموعهٔ پیت فرمول یک اعمال شد و این مجموعه از نو ساخته شد؛ پیچ ایستگاه اتوبوس نیز چندین بار دستخوش بازبینی و بازسازی واقع شد و در نهایت به شکل دو پیچ تنگ «گیرهسری» دوگانه بدل شد که در پیکربندی امروزی نیز دیده می‌شود.

### میزبانی مسابقات فرمول یک

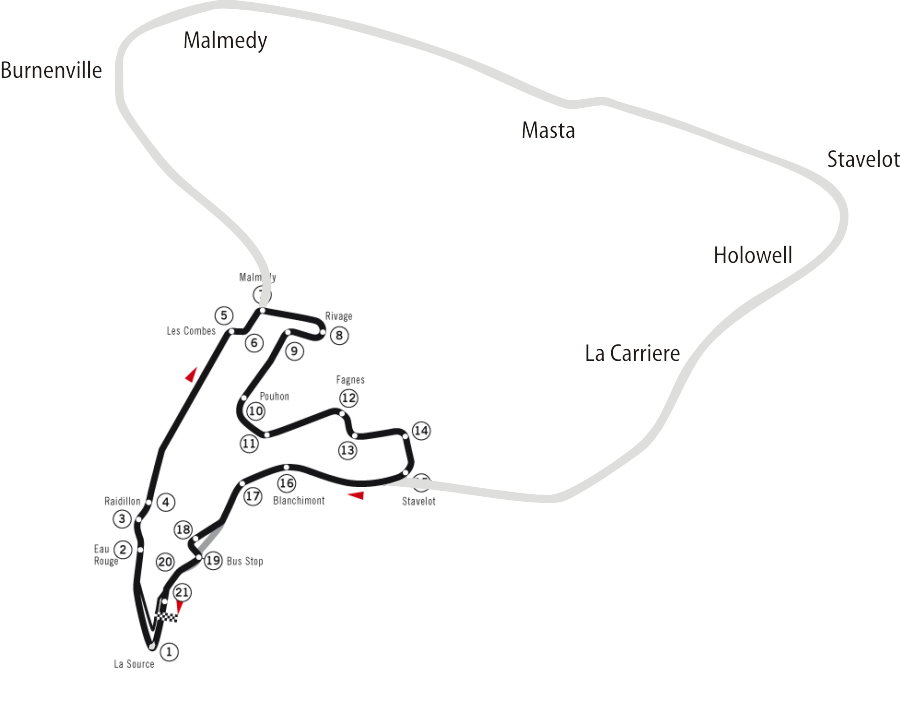
نقشهٔ پیکربندی جدید (سیاه، از ۲۰۰۴ تا ۲۰۰۶) در مقایسه با مسیر قدیمی (خاکستری)

مسابقهٔ گراند پری بلژیک، که از سال ۱۹۵۰ جزئی از مسابقات قهرمانی فرمول یک جهان بود، از آن سال تا سال ۱۹۷۰ در پیست اسپا برگزار می‌شد. اما پس از چندین حادثهٔ مرگبار در این پیست، و اعتراض رانندگان به خطرناک بودن آن، گراند پری بلژیک به پیست‌های زولدر و نیول-بوله منتقل شد. پس از آن، تغییراتی در این پیست اعمال شد تا دوباره بتواند میزبان مسابقات فرمول یک باشد. بخش جدیدی میان مجموعه پیچ‌های «له کومب» و پیچ سریع «بلاشیمو» افزوده شد و مسافت کلی پیست به حدود ۷ کیلومتر (۴ مایل) کاهش یافت. در این میان بخش کمل که مجموعه‌ای بود از مارپیچ‌های ملایم و سریع، به یک مسیر کاملاً مستقیم تبدیل شد که امروزه با نام مسیر مستقیم کمل شناخته می‌شود. همچنین در مسیر مستقیم پیش از پیچ لا سورس نیز مجموعهٔ جدید اختصاصی برای گاراژها و مسیر پیت مسابقات فرمول یک احداث شد. این پیست جدید در سال ۱۹۷۹ بازگشایی شد و در سال ۱۹۸۳ اولین مسابقهٔ فرمول یک جایزه بزرگ بلژیک در این پیست با پیکربندی جدید برگزار شد. در ابتدای بازگشایی این پیست قرار بود که گراند پری بلژیک در دو پیست زولدر و اسپا-فرانکورشان برگزار شود؛ اما از سال ۱۹۸۵ این مسابقات تنها در پیست اسپا برگزار شد.
تا پیش از سال ۱۹۸۳ خط شروع مسابقات فرمول یک در مسیر مستقیم میان پیچ‌های لا سورس و او روژ قرار داشت، اما به‌دلیل شیب زیاد، خط شروع به مسیر مستقیم قبل از لا سورس منتقل شد.